# San Pascual (Batangas)
San Pascual ist eine philippinische Stadtgemeinde in der Provinz Batangas. Sie hat 65.424 Einwohner (Zensus 1. August 2015).

## Geografie
Die Stadtgemeinde grenzt an Batangas City im Osten und Bauan im Westen. Die Gemeinde hat eine Fläche von 38,22 km² und die Topographie gilt als flachhüglige Landschaft. Im Süden der Gemeinde liegt die Batangas-Bucht.

## Geschichte
San Pascual war früher ein Teil der Stadtgemeinde Bauan mit dem Namen Lagnas. San Pascual wurde 1969 eine selbständige Stadtgemeinde.

## Wirtschaft
Die Stadtgemeinde ist Standort einer Ölraffinerie, von Chemieanlagen sowie von anderen Industriezweigen und Geschäften.

## Politik
Der Regierung der Stadtgemeinde steht der wiedergewählte Bürgermeister Mario V. Magsaysay Jr. vor.

## Baranggays
San Pascual ist politisch unterteilt in 29 Baranggays.
- Alalum
- Antipolo
- Balimbing
- Banaba
- Bayanan
- Danglayan
- Del Pilar
- Gelerang Kawayan
- Ilat North
- Ilat South
- Kaingin
- Laurel
- Malaking Pook
- Mataas Na Lupa
- Natunuan North
- Natunuan South
- Padre Castillo
- Palsahingin
- Pila
- Poblacion
- Pook Ni Banal
- Pook Ni Kapitan
- Resplandor
- Sambat
- San Antonio
- San Mariano
- San Mateo
- Santa Elena
- Santo Niño